# David Edge
David Owen Edge (* 4. September 1932 in High Wycombe; † 28. Januar 2003 in Edinburgh) war ein britischer Wissenschaftssoziologe.

## Leben
Edge studierte Physik und wurde 1959 an der University of Cambridge mit einer Arbeit über Radioastronomie bei Martin Ryle promoviert (Ph.D.). Anschließend war er in der Wissenschaftsredaktion der BBC bis 1966 tätig. 1966 kehrte er in die Forschung zurück und wurde der erste Direktor der Science Studies Unit an der University of Edinburgh. 1970 gründete er mit Roy MacLeod die Zeitschrift Social Studies of Science, deren Herausgeber er war. Seit Gründung der Society for Social Studies of Science im Jahr 1975 engagierte er sich in dieser Gesellschaft in verschiedenen Positionen. Von 1983 bis 1985 war er Council-Mitglied und von 1986 bis 1987 Präsident.
Edge interessierte sich in der Wissenschaftssoziologie insbesondere für das dynamische Zusammenwirken wissenschaftlicher, technischer und sozialer Faktoren bei der Entstehung neuer wissenschaftlicher Spezialgebiete. Er untersuchte diese Faktoren im Rahmen mehrerer Fallstudien, darunter auf dem Gebiet, auf dem er mehrere Jahre an der Universität Cambridge geforscht hatte: der Radioastronomie. Einige seiner wichtigen Veröffentlichungen entstanden in Zusammenarbeit mit Michael J. Mulkay.
1993 wurde Edge mit dem John Desmond Bernal Prize der Society for Social Studies of Science ausgezeichnet.

## Schriften (Auswahl)
- Robin Williams, David Edge: The social shaping of technology. In: Research Policy. Band 25, 1966, S. 865–899.
- Michael J. Mulkay, David O. Edge: Cognitive, technical and social factors in the growth of radio astronomy. In: Social Science Information. Band 12, Nr. 6, 1973, S. 25–61, doi:10.1177/053901847301200602.
- David Edge: Quantitative measures of communication in science: A critical review. In: History of Science. Band 17, Nr. 2, 1979, S. 102–134, doi:10.1177/007327537901700202.
- David O. Edge, Michael J. Mulkay: Fallstudien zu wissenschaftlichen Spezialgebieten. In: Nico Stehr, René König (Hrsg.): Wissenschaftssoziologie. Studien und Materialien. Sonderheft 18 der Kölner Zeitschrift für Soziologie und Sozialpsychologie. Westdeutscher Verlag, Köln 1975, ISBN 3-531-11326-7, S. 197–229.
- David O. Edge, Michael J. Mulkay: Astronomy Transformed: The Emergence of Radio Astronomy in Britain (Science, Culture & Society). John Wiley, New York 1976, ISBN 0-471-23273-4, S. xvi + 482.